# Gymnocalycium mostii
Gymnocalycium mostii är en kaktusväxtart som först beskrevs av Robert Louis August Maximilian Gürke, och fick sitt nu gällande namn av Nathaniel Lord Britton och Joseph Nelson Rose. Gymnocalycium mostii ingår i släktet Gymnocalycium och familjen kaktusväxter. Inga underarter finns listade i Catalogue of Life.

## Bildgalleri

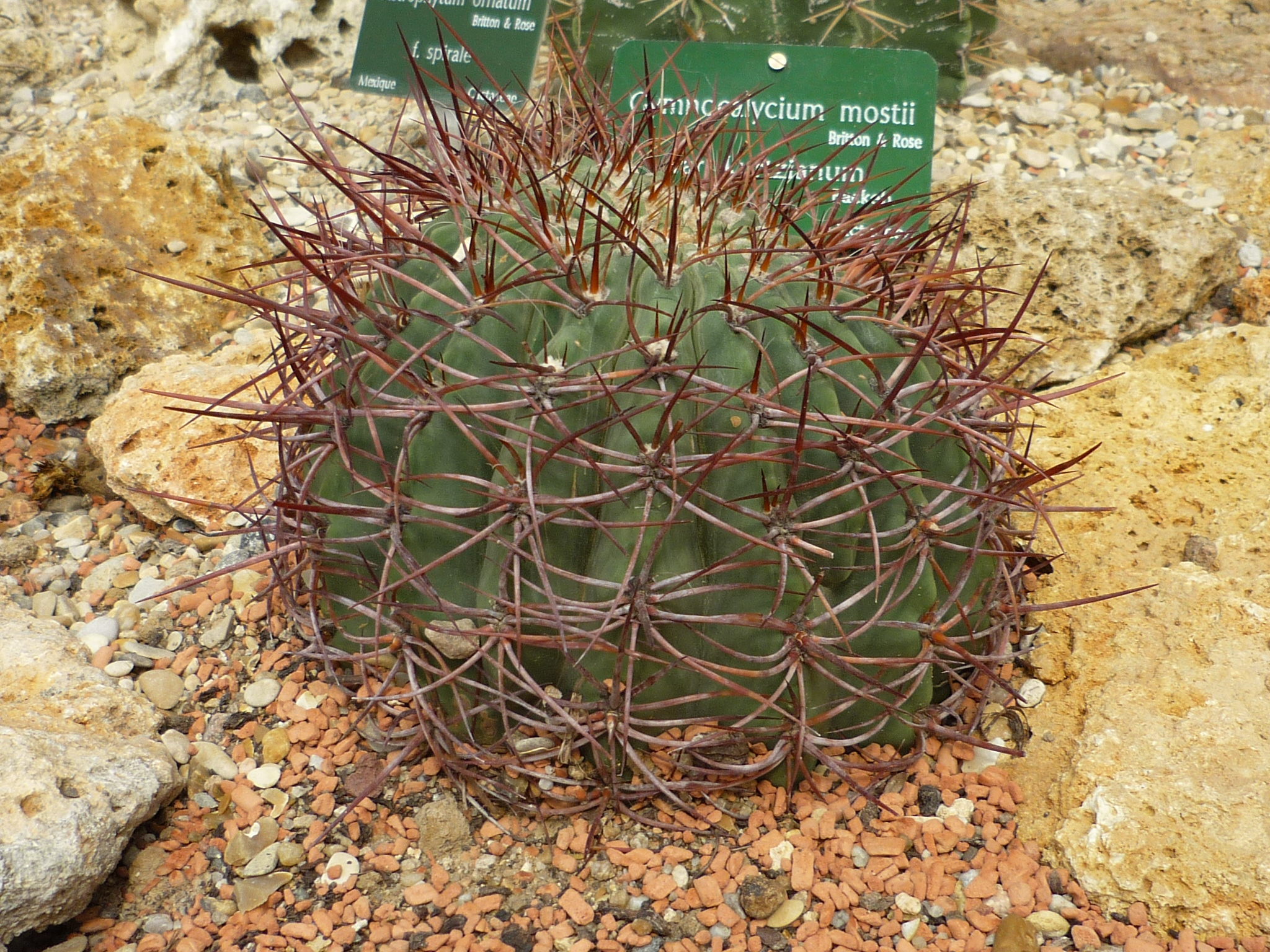
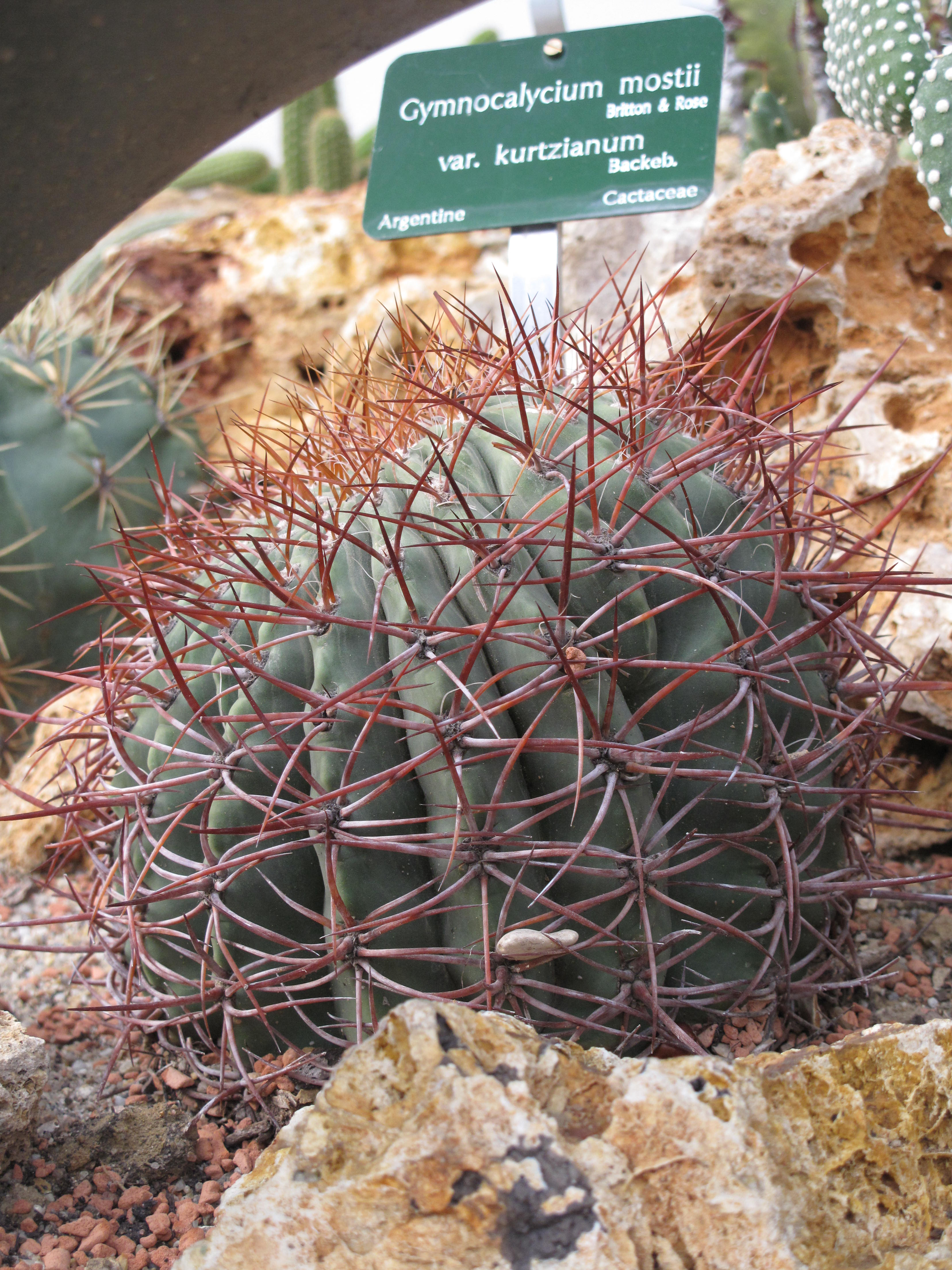
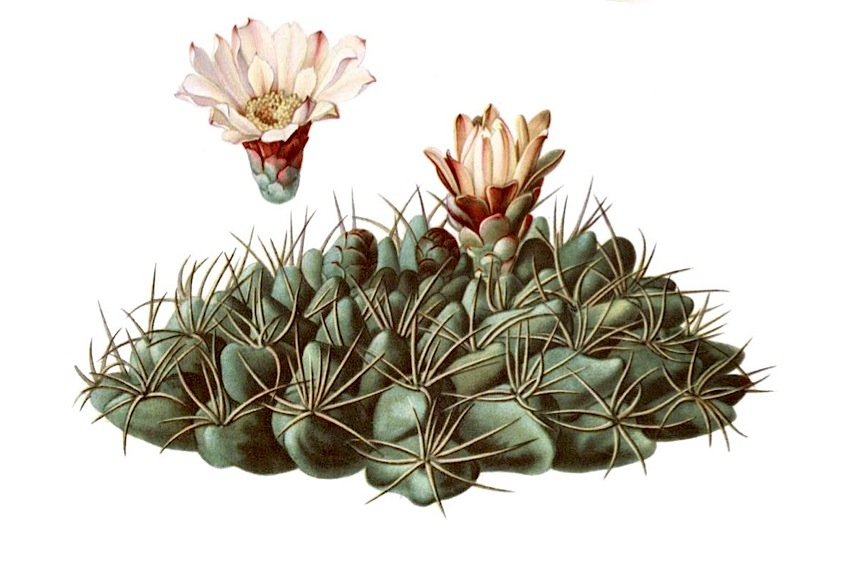
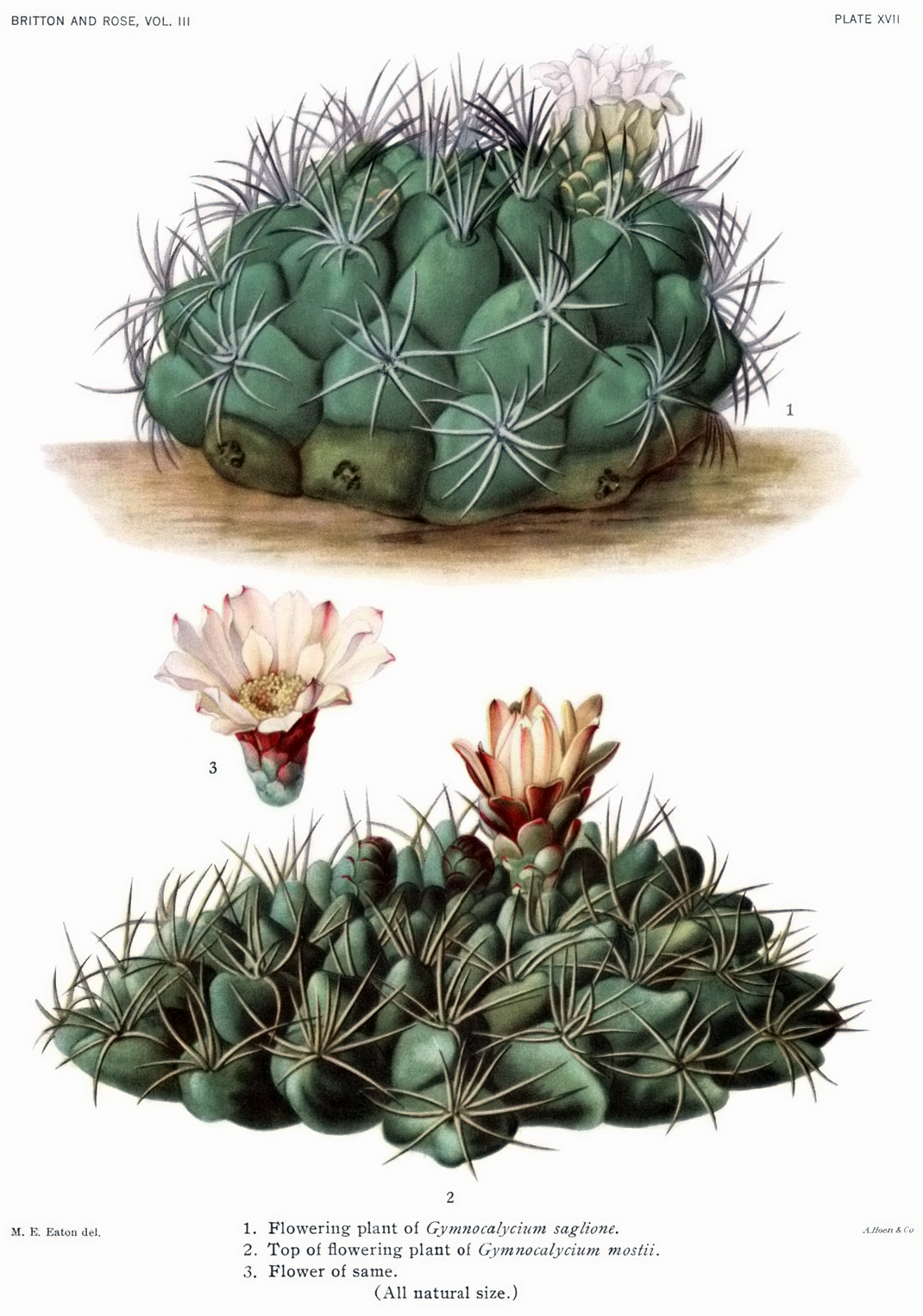
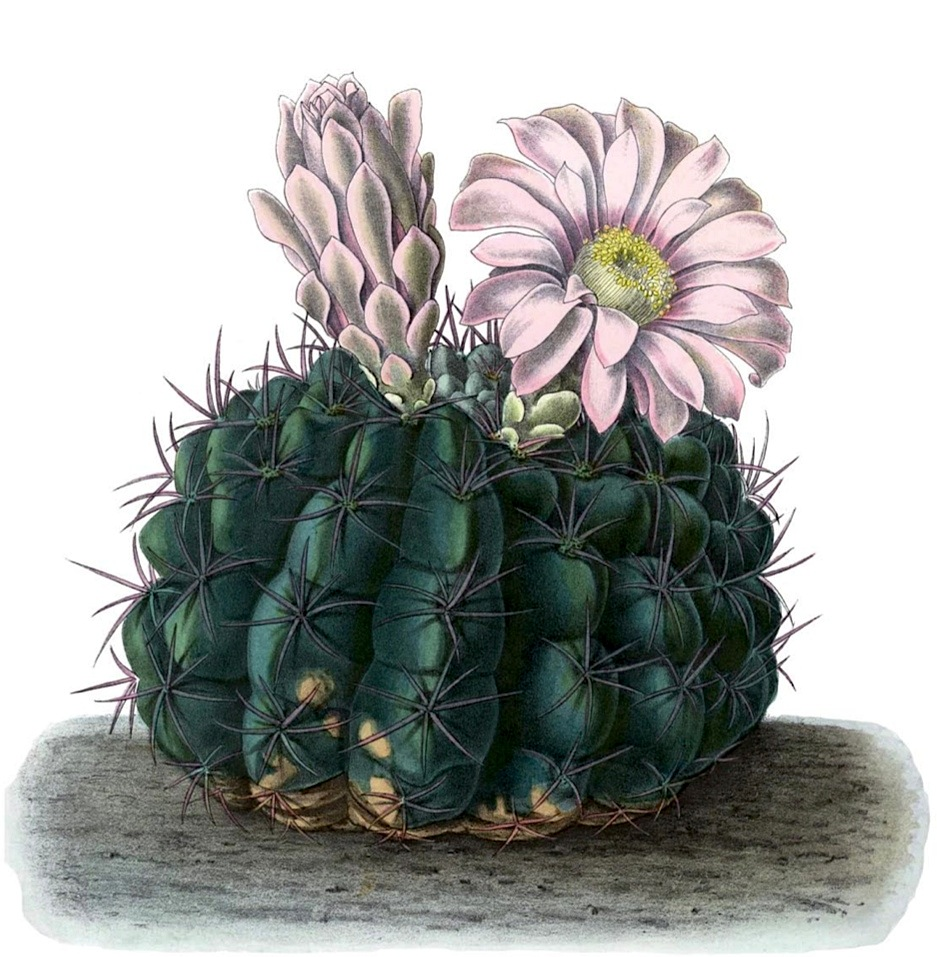
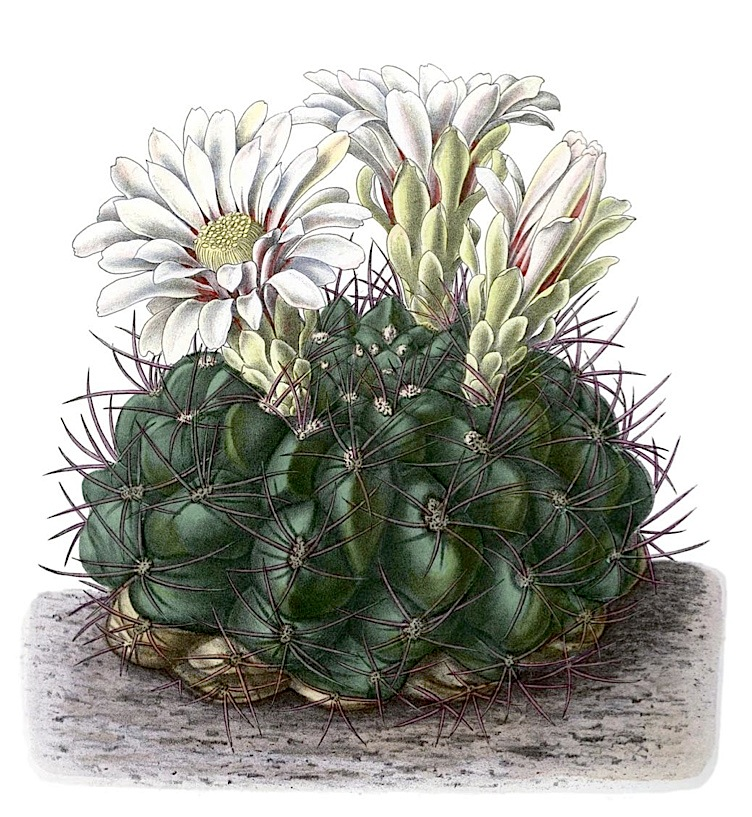
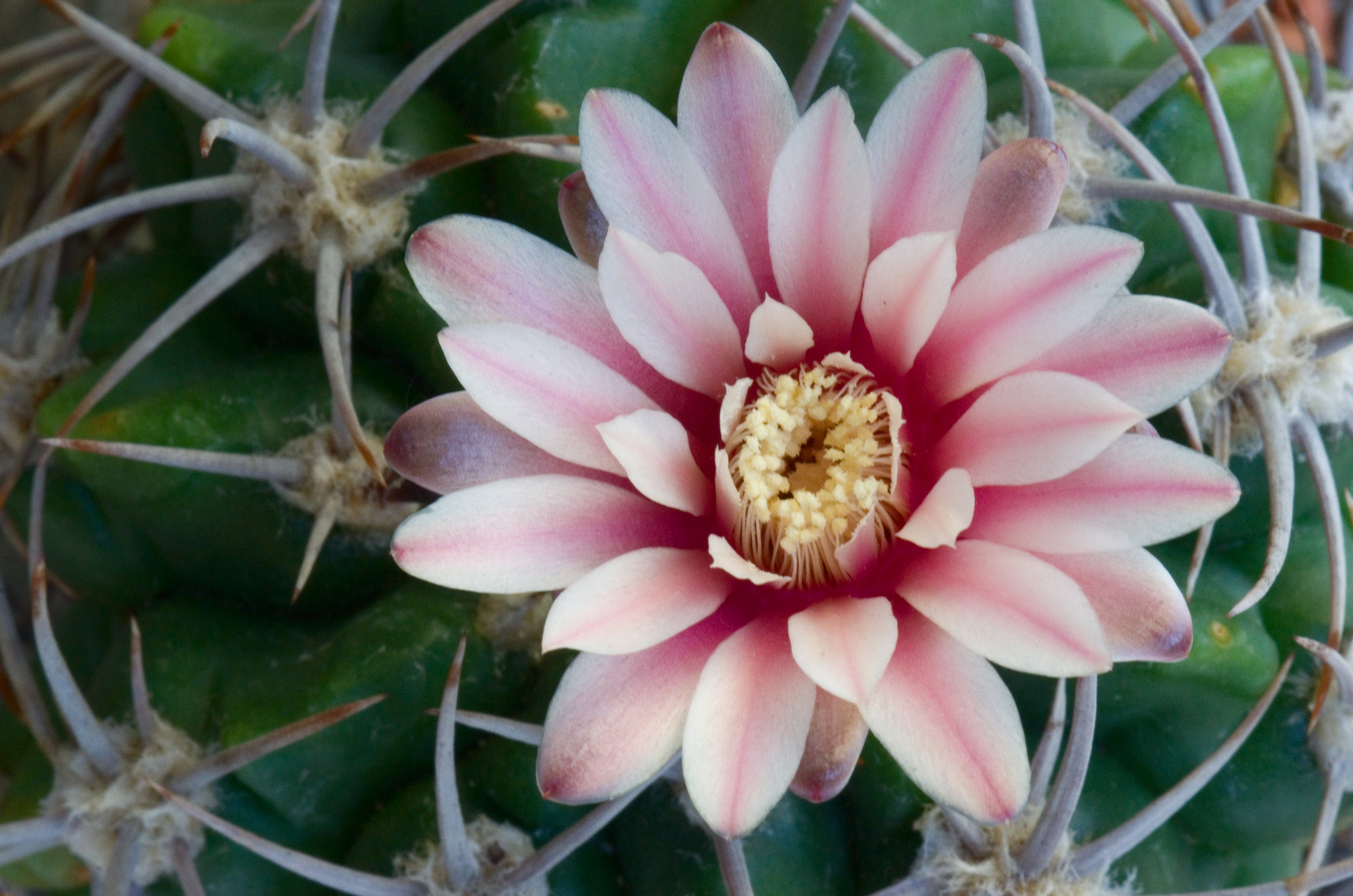
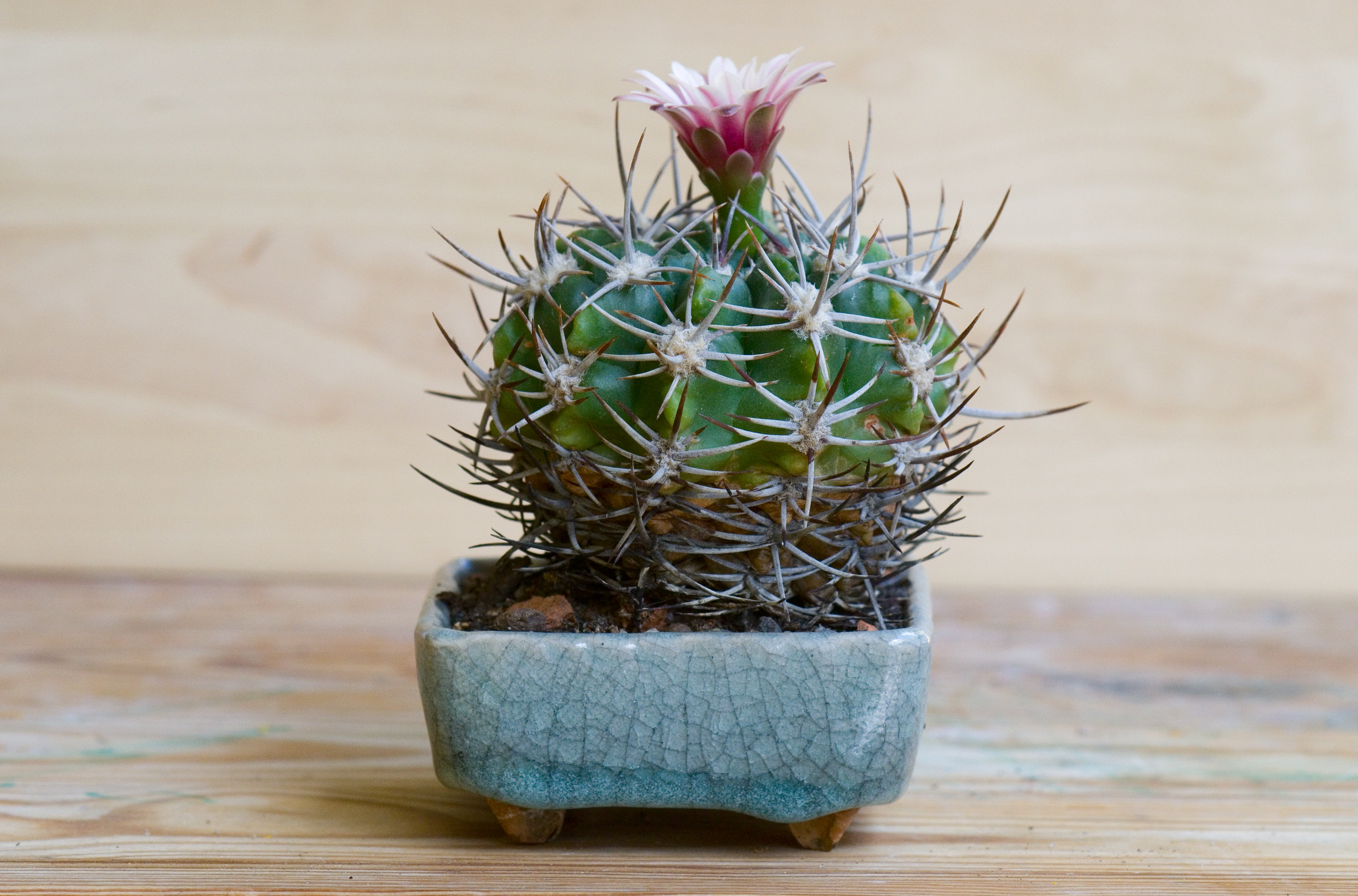